# Nils Tycho Norlindh
Nils Tycho Norlindh ( 13 de mayo de 1906, Glimåkra, Kristianstad - 23 de enero de 1995, Danderyd) fue un botánico sueco. Entre 1965 y 1972 fue profesor y director de la Sección de Botánica del Museo Sueco de Historia Natural. Realizó identificaciones de plantas de la flora de Sudáfrica.

## Algunas publicaciones
- richard alden Howard, tycho Norlindh. 1962. The Typification of Diospyros Ebenum and Diospyros Ebenaster

### Libros
- tycho Norlindh. 1949. Pteridophyta, Gymnospermae and Monocotyledoneae (Typhaceae - Gramineae). Volumen 1 de Flora of the Mongolian Steppe and desert areas. Colaboró Sven Anders Hedin. 139 pp.

- ------------------------. 1949. Flora of the Mongolian steppe and desert areas. Parte 1 Reports from the Scientific Expedition to the North-Western Provinces of China under the leadership of Dr. Sven Hedin, the Sino-Swedish Expedition: Botany. Editor Tryckeri aktiebolaget Thule, 194 pp.

- ------------------------. 1943. Studies in the "Calenduleae": I. Monograph of the Genera "Dimorphotheca, Castalis, Osteospermum, Gibbaria" and "Chrysanthemoides". Tesis... of the Philosophical Faculty de la Universidad de Lund. Editor C.W.K. Gleerup (C. Bloms boktryck.) 432 pp.

- ------------------------. 1943. A Monograph of the Genera Dimorphotheca, Castalis Osteospermum, Gibbaria and Chrysanthemoides. Editor Gleerup, 432 pp.

## Honores

### Eponimia
- (Anthericaceae) Chlorophytum norlindhii Weim.[1]

- (Ericaceae) Philippia norlindhii Weim.[2]

- (Orchidaceae) Eulophia norlindhii Summerh.[3]